# Luke Cage
Luke Cage, geboren Carl Lucas en ook ooit bekend onder de naam Power Man, is een fictieve superheld uit de strips van Marvel Comics. Hij werd bedacht door schrijver Archie Goodwin en tekenaar John Romita sr., en verscheen voor het eerst in Luke Cage, Hero for Hire #1 (Juni 1972).
Cage werd ooit vals beschuldigd van een misdrijf en naar de gevangenis gestuurd. Hij onderging een experimentele behandeling die hem een titaniumharde huid en bovenmenselijke kracht gaf. Hij werd na te zijn vrijgesproken een huurling. Cage was een controversiële held.

## Biografie

### Oorsprong
Carl Lucas werd geboren in Harlem, en bracht zijn jeugd door bij een gang genaamd de Bloods. Met zijn vriend Willis Stryker bevocht hij vaak een rivaliserende gang genaamd de Diablos. In zijn jeugd belandde hij dan ook vaak in jeugdinrichtingen. Toen hij besefte in hoeverre zijn levensstijl zijn familie kwaad deed, zocht hij legaal werk. Toen Strykers vriendin het uitmaakte tussen hen, en troost zocht bij Lucas, was Stryker ervan overtuigd dat Lucas verantwoordelijk was voor het stuk laten lopen van hun relatie. Hij verstopte heroïne in Lucas’ appartement en informeerde de politie. Lucas werd gearresteerd. Contact met zijn familie werd verstoord door zijn broer, James Jr.
In de gevangenis ondernam Lucas uit woede over Strykers verraad veel ontsnappingspogingen, en was betrokken bij veel vechtpartijen. Hij werd uiteindelijk overgeplaatst naar een andere gevangenis, en gerekruteerd door Dr. Noah Burstein als vrijwilliger voor diens experimenten. Het experiment was een cel regeneratie, gebaseerd op het oude super soldaten programma. Tijdens het experiment probeerde de sadistische bewaker Albert Rackham Lucas te doden door de machine op te voeren, waardoor Lucas werd blootgesteld aan een veel intensievere behandeling dan gepland. Dit had echter een averechts effect. Het gaf Lucas bovenmenselijke kracht en uithoudingsvermogen. Met deze krachten brak hij uit en vluchtte hij naar New York.
Lucas nam het alias Luke Cage aan, en begon een carrière als huurling of “held te huur” zoals hij het noemde. Hij wilde zich eerst enkel richten op het bevechten van conventionele criminelen, maar ontdekte al spoedig dat New York daar niet de juiste plek voor was.

### Fantastic Four en Defenders
Hoewel Cage niets gemeen leek te hebben met New Yorks andere supermensen, raakte hij bevriend met de Fantastic Four toen hij Dr. Doom bevocht. Cage werd ingehuurd door J. Jonah Jameson om Spider-Man te vangen, maar Cage trok zich terug toen hij Spider-Man beter leerde kennen. Dit leverde hem wel een plaats op Jamesons’ lijst van niet te vertrouwen supermensen op. Cage nam zelf de “superheldennaam” Power Man aan.
Kort hierna werd Cage lid van het nogal veranderlijke superheldenteam de Defenders. Toen Thing tijdelijk zijn krachten verloor, verving Cage hem als lid van de Fantastic Four. Ondertussen ging hij ook door met zijn solo gevechten tegen uiteenlopende criminelen. Cage klaagde echter dat zijn werk bij de Defenders zijn betaalde werk verstoorde. Het rijke Defenders teamlid Nighthawk loste dit op door Luke te betalen voor zijn Defenders werk. Luke werd toen zelfs een kernlid van het team, samen met Dr. Strange, de Hulk, Valkyrie, Nighthawk en Red Guardian. Cage verliet het team uiteindelijk omdat hij van mening was dat hij niet geschikt was voor teamwerk.

### Heroes for Hire
Toen de crimineel Bushmaster bewijzen vond die Cage’s onschuld in de drugshandel konden bewijzen, chanteerde hij hem in het ontvoeren van de detective Misty Knight. Cage’s pogingen tot haar ontvoering leidden tot een gevecht tussen hem en Knights vriend Iron Fist. Toen ze echter Cage’s situatie leerden kennen, hielpen Knight en Iron Fist hem om Bushmaster te verslaan. Cage werd hierna vrijgesproken van alle beschuldigingen tegen hem en werkte een tijdje voor Knights detectivebureau. Hij en Iron Fist vormden hierna samen het Heroes for Hire team en hoewel de twee niets gemeen leken te hebben, werden ze toch goede vrienden. Cage en Iron Fist werden uitermate succesvol met hun team, en verkregen een internationale reputatie. Tijdens een missie voor Consolidated Conglomerates, Inc. liep Iron Fist echter stralingsziekte op. Cage bracht hem naar zijn thuiswereld K'un-Lun voor behandeling. Daar werd hij buiten weten van Cage om vervangen door een dubbelganger. Deze dubbelganger stierf kort na hun terugkeer op Aarde, en Cage kreeg de schuld van Iron Fists dood.
Cage vluchtte naar Chicago. Zijn naam werd gezuiverd toen de echte Iron Fist opdook. Cage wilde echter een nieuwe start maken, en hing zijn Power Man identiteit aan de wilgen. Een aantal maanden later rekruteerde de mystieke Dr. Druid Cage voor zijn Secret Defenders team. Cage besloot dat superheld zijn niet langer iets voor hem was, en sloeg een uitnodiging van Iron Fist om bij de nieuwe Heroes for Hire te komen af. Cage werd door de superschurk Master gerekruteerd om te spioneren in Iron Fists Heroes for Hire team. Cage deed dit een tijdje, maar wilde zijn oude vriend niet verraden. Hij hielp de Heroes for Hire om Master te verslaan, en voegde zich toch weer bij hen.
Cage verliet het team weer toen hij ontdekte dat ondanks zijn faam, hij vrijwel vergeten was bij de straatbendes waar hij oorspronkelijk zijn reputatie begon. Hij begon met zijn geld een bar, en besloot om weer enkel de normale criminelen in zijn directe buurt te gaan bevechten.

### Jessica Jones en de New Avengers
Cage werd een prominent personage in de strips geschreven door Brian Michael Bendis. Hij werkte samen met Jessica Jones als bodyguard voor Matt Murdock, wiens publieke ontkenning dat hij Daredevil was hem wat van zijn respect bij Cage kostte.
Het werd ook bekend dat Luke Cage een van de helden was die betrokken was bij Nick Fury's Secret War in Latveria. Maar omdat zijn herinneringen aan die oorlog waren gewist, was hij niet voorbereid op een aanval van Lucia von Barda. Cage belandde korte tijd in een coma. Maanden later was Cage aanwezig bij de uitbraak in de superschurkengevangenis The Raft. Hij hielp de opstand de kop in te drukken, en werd zo lid van de nieuwste incarnatie van de Avengers. Op advies van Captain America trouwde hij met Jessica na de geboorte van hun (nog naamloze) dochter.

### Civil War
Toen de registratiewet voor supermensen werd ingevoerd, werden Cage en zijn vrouw door Iron Man en Ms. Marvel opgezocht, die wilden dat Cage zich zou registreren. Cage weigerde, omdat hij het op slavernij vond lijken. Hij stuurde Jessica en hun dochter naar Canada waar ze veilig zouden zijn. Toen agenten van S.H.I.E.L.D. hem kwamen arresteren, hielpen Captain America, Falcon en Iron Fist hem ontsnappen. Momenteel is Cage lid van Captain America’s “Secret Avengers”.

### Thunderbolts
Luke Cage is leider geweest van de Thunderbolts waarbij hij schurken van superschurkengevangenis The Raft aanstuurde op missies met de mogelijkheid tot strafreductie. In deze hoedanigheid werkte hij samen met oudere leden van de Thunderbolts zoals Mach VII, Songbird en Fixer. Uiteindelijk gaf hij toe dat zijn leiderschap over de Thunderbolts de schurken niet echt verder hielp en daarom de Underbolts genoemd werden. Hij staakte zijn leiderschap toen de titel overging in Dark Avengers.

## Krachten en vaardigheden
Luke Cage heeft bovenmenselijke kracht, uithoudingsvermogen en weerstand tegen verwondingen als resultaat van zijn deelname aan een gevaarlijk en controversieel experiment in de gevangenis.
Ditzelfde experiment heeft ook verschillende weefsels van Cage lichaam beïnvloed, wat hem een verhoogde weerstand tegen verwondingen geeft. Cage’ huid is hard als titanium en kan zwaar kaliber kogels, extreme temperaturen en corrosieve stoffen weerstaan. Hij kan echter wel worden verwond door adamantium wapens. Cage’ genezing is ook verhoogd. Zijn wonden genezen in ongeveer 1/3 van de tijd die een normaal mens nodig heeft. Als bijeffect van zijn versterkte weefsel is de dichtheid van zijn huid groter dan bij een normaal mens. Dat heeft als nadeel dat wanneer hij wel gewond raakt, doktors vaak nauwelijks iets kunnen doen om zijn harde huid te doorbreken.
Cage’ kracht was ongeveer gelijk aan die van Spider-Man (The Amazing Spider-Man #123, Augustus 1973). Maar zijn kracht is sindsdien toegenomen, waardoor hij nu 25 tot 30 ton kan tillen.
Cage is door zijn jaren bij straatbendes een uitermate ervaren vechter geworden.

## Ultimate Marvel
Een andere versie van Luke Cage verscheen in het Ultimate Marvel universum als lid van de Defenders. In dit universum zijn de Defenders een groep mensen die graag superhelden willen zijn, maar geen superkrachten hebben en meer geïnteresseerd zijn in publiciteit. Deze versie van Cage heeft geen superkrachten, en heeft ook geen andere persoonlijkheid dan zijn tegenhanger uit de Earth 616 strips.

## Luke Cage in andere media

### The Avengers: Earth's Mightiest Heroes
Luke Cage speelt ook een rol in de animatieserie The Avengers: Earth's Mightiest Heroes. In deze animatieserie wordt de Nederlandse stem van Luke Cage gedaan door Rinie van den Elzen. 

### Videospellen
Luke is een bespeelbaar personage in het videospel Marvel: Ultimate Alliance, waarin zijn stem wordt gedaan door Greg Eagles. Zijn krachten in het spel zijn superspierkracht en kettingen werpen.

### Webserie
Netflix begon op 30 september 2016 met een naar Luke Cage vernoemde eigen televisieserie. Luke Cage werd hierin gespeeld door Mike Colter. Eerder kwam Luke Cage al voor in Jessica Jones. Na de gebeurtenissen van de televisieserie Luke Cage kwam Luke Cage voor in de televisieserie The Defenders waarin hij in een team werkt.